# Chilocorus
Chilocorus is een geslacht van lieveheersbeestjes. Het geslacht omvat de volgende soorten:
- Chilocorus bipustulatus (Linnaeus, 1758) – Heidelieveheersbeestje
- Chilocorus braeti Weise, 1895
- Chilocorus cacti (Linnaeus, 1767)
- Chilocorus canariensis Crotch, 1874
- Chilocorus circumdatus (Gyllenhaal, 1808)
- Chilocorus coelosimilis Kapur, 1967
- Chilocorus hauseri Weise, 1895
- Chilocorus hexacyclus Smith, 1959
- Chilocorus infernalis Mulsant, 1853
- Chilocorus kuwanae Silvestri, 1909
- Chilocorus matsumurai Miyatake, 1985
- Chilocorus melanophthalmus Mulsant, 1850
- Chilocorus melas Weise, 1898
- Chilocorus nigrita (Fabricius, 1798)
- Chilocorus politus Mulsant, 1850
- Chilocorus renipustulatus (L.G. Scriba, 1791) – Niervleklieveheersbeestje
- Chilocorus rubidus Hope in Gray, 1831
- Chilocorus similis (Rossi, 1790)
- Chilocorus stigma (Say, 1835)
- Chilocorus subindicus Booth, 1998
- Chilocorus tricyclus (Smith, 1959)